# Lorraine Shaw
Lorraine Amanda Shaw (* 2. April 1968 in Gloucester) ist eine ehemalige britische Hammerwerferin.
1998 gewann sie, für England startend, Silber bei den Commonwealth Games in Kuala Lumpur.
Bei den Weltmeisterschaften 1999 in Sevilla kam sie auf den 14. Platz, bei den Olympischen Spielen 2000 in Sydney wurde sie Neunte und bei den Weltmeisterschaften 2001 in Edmonton Sechste.
2002 siegte sie bei den Commonwealth Games in Manchester, 2003 wurde sie bei den  Weltmeisterschaften in Paris-Saint-Denis Zehnte, und 2004 schied sie bei den Olympischen Spielen in Athen in der Qualifikation aus.
Zum Abschluss ihrer Karriere errang sie Bronze bei den Commonwealth Games 2006 in Melbourne.
Siebenmal wurde sie Englische Meisterin (1994, 1998, 2000–2004). Ihre Bestleistung von 68,93 m, aufgestellt am 8. Juni 2003 in Loughborough, war bis 2013 britischer Rekord.